# Teppei Chikaishi
Teppei Chikaishi (近石 哲平 Chikaishi Teppei?), född 31 januari 1989 i Osaka prefektur, är en japansk fotbollsspelare.
Chikaishi började sin karriär 2011 i Sagawa Shiga FC. Efter Sagawa Shiga FC spelade han för Amitie SC, FC Ganju Iwate, ReinMeer Aomori, Nara Club och Vanraure Hachinohe.